# Гейсвілл (Пенсільванія)
Гейсвілл (англ. Haysville) — місто (англ. borough) в США, в окрузі Аллегені штату Пенсільванія. Населення — 81 особа (2020).

## Географія
Гейсвілл розташований за координатами 40°31′34″ пн. ш. 80°9′17″ зх. д. / 40.52611° пн. ш. 80.15472° зх. д. (40.526135, -80.154728).  За даними Бюро перепису населення США в 2010 році місто мало площу 0,61 км², з яких 0,45 км² — суходіл та 0,16 км² — водойми.

## Демографія
Згідно з переписом 2010 року, у селищі мешкало 70 осіб у 34 домогосподарствах у складі 19 родин. Густота населення становила 116 осіб/км².  Було 37 помешкань (61/км²).
Расовий склад населення:
| - 94,3 % — білих - 1,4 % — азіатів - 2,9 % — осіб інших рас |

До двох чи більше рас належало 1,4 %. Частка іспаномовних становила 2,9 % від усіх жителів.
За віковим діапазоном населення розподілялося таким чином: 12,9 % — особи молодші 18 років, 62,8 % — особи у віці 18—64 років, 24,3 % — особи у віці 65 років та старші. Медіана віку мешканця становила 49,5 року. На 100 осіб жіночої статі у селищі припадало 94,4 чоловіків;  на 100 жінок у віці від 18 років та старших — 96,8 чоловіків також старших 18 років.
Середній дохід на одне домашнє господарство  становив 57 806 доларів США (медіана — 57 500), а середній дохід на одну сім'ю — 67 377 доларів (медіана — 62 500). За межею бідності перебувало 16,5 % осіб, у тому числі 75,0 % дітей у віці до 18 років та 18,2 % осіб у віці 65 років та старших.
Цивільне працевлаштоване населення становило 44 особи. Основні галузі зайнятості: науковці, спеціалісти, менеджери — 20,5 %, роздрібна торгівля — 18,2 %, освіта, охорона здоров'я та соціальна допомога — 15,9 %.